# Пико де Сао Томе
Пико де Сао Томе је највиша планина у Сао Томе и Принципе, са врхом на 2.024 m. Налази се у центру острва Сао Томе, у националном парку Обо. Планина је покривена шумом и може јој се приступити само пешке.